# Panopoda combinata
Panopoda combinata är en fjärilsart som beskrevs av Walker 1858. Panopoda combinata ingår i släktet Panopoda och familjen nattflyn. Inga underarter finns listade i Catalogue of Life.